# Рене Жуаєз
Рене Жуаєз (нар. 17 січня 1920 – пом. 12 червня 2012) — швейцарський, французький та американський військовик, лікар і дослідник. Він відзначився як агент розвідки союзників в окупованій Німеччиною Франції під час Другої світової війни.

## Раннє життя
Рене Жуаєз народився як Рене Вев 17 січня 1920 року в Цюриху в сім'ї бідних батьків: французького теслі та італійської домробітниці, яка працювала в Ельзасі. Він виріс і здобув освіту у Франції та Швейцарії. Вев вивчав філософію в університетах Безансона та Монпельє, закінчивши з відзнакою magna cum laude у 1940 році.

## Військова служба
Після вторгнення Німеччини у Францію у 1940 році Вев приєднався до Вільних французьких сил, де досяг звання капітана. Він працював в Управлінні стратегічних служб США (УСС) і в Опорі на півночі Франції, а також інструктором парашутистів у Сполученому Королівстві. УСС присвоїв йому кодове ім'я Joyeuse (Жуаєз «радісний»), на честь меча Карла Великого.
У квітні 1944 разом зі 120 іншими агентами в рамках операції «Сассекс» йому доручили збирати розвіддані про ворожі військові об'єкти, склади постачання та пересування військ на півночі Франції, готуючись до майбутнього вторгнення союзників. Висадившись на парашуті поблизу Шартра, під виглядом поштового працівника Вев отримав і передав інформацію про ключову інфраструктуру противника, зокрема аеропорт в Ле-Бурже, нафтопереробний завод і підземний ракетний завод. Щоб уникнути радіолокації свого сигналу, він розташувався поблизу передавача німецької військової частини. Після вторгнення союзників Вев переніс свої операції далі вглиб країни. Одного разу він ледь уникнув наліт СС із кульовим пораненням у ногу, тоді як двох його охоронців схопили та стратили. З військами союзників, які наступали, він зрештою дістався Німеччини, як один із перших офіцерів союзників, який дійшов до концтабору Берген-Бельзен.
Після закінчення Другої світової війни Рене Вев узяв своє кодове ім'я «Жуаєз» як прізвище. Він п'ять років служив офіцером французької розвідки під час Першої індокитайської війни, де часто допомагав польовим хірургам у лікуванні поранених. Через жахливий рівень смертності, за його підрахунками виживав лише один із 12 поранених, надихнув на пошук кращих методів лікування постраждалих. У 1950 році він вступив до медичної школи Паризького університету.
За участь у бойових діях Жуаєз отримав численні нагороди. Дуайт Ейзенхауер нагородив його хрестом «За видатні заслуги». Французький уряд нагородив його званням кавалера ордена Почесного легіону, орденом Визволення, Військовою медаллю, Воєнним хрестом 1939—1945 з пальмовою гілкою, Воєнним хрестом іноземних театрів воєнних дій з пальмовою гілкою, медаллю Опору з розеттою, хрестом Добровольців 1939—1945, медаллю «За втечу з полону», медаллю «За повітроплавання», Колоніальною медаллю і кількома пам'ятними медалями. Королівство Лаос нагородило його орденом «Мільйона слонів і білої парасольки». 21 березня 2018 року Конгрес США нагородив його разом з іншими працівниками УСС Золотою медаллю Конгресу, найвищою цивільною нагородою США.

## Післявоєнний трудовий шлях
Жуаєз познайомився зі своєю дружиною Сюзанною, медсестрою, в Паризькому університеті. Після навчання подружжя емігрувало до США, де Жуаєз працювала хірургом невідкладної допомоги та травматології в клініці Мейо, одночасно здобуваючи ступінь магістра з хірургії в Університеті Міннесоти, а пізніше як науковий співробітник у медичній школі Університету Каліфорнії в Лос-Анджелесі.
В Університеті Каліфорнії в Лос-Анджелесі Жуаєз допоміг розробити першу біологічну заміну серцевого клапана. Як доцент кафедри хірургії в Коледжі медицини та стоматології Нью-Джерсі (Ратґерський університет), він був практикуючим хірургом-травматологом, співзасновником Американського товариства травматологів і президентом відділення в Нью-Джерсі, а також брав активну участь у навчанні лікарів та екстрених медичних техніків з питань травматології. Сім'я кілька разів змінювала місце проживання, зрештою оселившись у Саранак-Лейк, Нью-Йорк, де Жуаєз очолював пенітенціарну систему штату Нью-Йорк.
Рене Жуаєз помер 12 червня 2012 року після десяти років страждань від хвороби Альцгеймера. У нього залишилася дружина та два сини. Він став першою людиною, яка народилася у Швейцарії та була похована на Арлінгтонському національному кладовищі у березні 2013 року.